# 圣马修斯 (肯塔基州)
圣马修斯（英語：St. Matthews），是美国肯塔基州的一座城市。建立于1800年，面积约为11.1平方公里（4.3平方英里）。根据2010年美国人口普查，该市的人口为17,472人。